# Rudina (planina u BiH)
Rudina je planina oko 5 km istočno od Bugojna. 
Najviši vrh Rudine visok je 1385 metara. Spada u srednjobosanske škriljavačke planine.